# Argentina als Jocs Paralímpics d'Atenes 2004
La participació d'Argentina als Jocs Paralímpics d'Atenes va ser la dotzena actuació paralímpica dels esportistes argentins, a la també dotzena edició dels Jocs Paralímpics.
La delegació argentina es va presentar en dotze esports (atletisme, boccia, ciclisme de ruta, ciclisme de pista, equitació, esgrima en cadira de rodes, futbol 5, futbol 7, judo, natació, tennis de taula i tennis en cadira de rodes), amb 55 esportistes, entre els qui va haver-hi onze dones. La delegació d'homes va ser la més àmplia fins llavors, però va persistir l'escassa representació femenina que havia caracteritzat a la delegació argentina des de Nova York 1984, reduint-se davant el joc anterior. Argentina va competir en 35 esdeveniments masculins i 17 esdeveniments femenins.
L'equip paralímpic va obtenir quatre medalles (dues de plata i dues de bronze) i Argentina va ocupar la 62a posició a la classificació general, sobre 135 països participants. Les medalles van ser obtingudes en natació (2), futbol 5 (1) i ciclisme de ruta (1). Els homes van obtenir tres medalles i les dones una medalla.

## Medaller
| Medalla | Nom               | Esportbi         | Esdeveniment                       |
| ------- | ----------------- | ---------------- | ---------------------------------- |
|         | Guillermo Marro   | Natació          | 100 m esquena S7 masculí           |
|         | Equip de futbol 5 | Futbol 5         | masculí                            |
|         | Rodrigo López     | Ciclisme en ruta | Bicicleta contra rellotge CP Div 3 |
|         | Betiana Basualdo  | Natació          | 100 m esquena S7 femení            |

## Natació
L'equip de natació va obtenir dues medalles, una de plata (100 m esquena masculí) i una de bronze (100 m esquena femení). Guillermo Marro havia guanyat una medalla de bronze en Sydney 2000, mentre que Betiana Basualdo havia guanyat quatre medalles (una d'or) a Atlanta 1996.

## Futbol 5
Els Jocs Paralímpics d'Atenes 2004 van incorporar a la grilla d'esports el futbol 5 per a persones amb impediments visuals. Argentina va inscriure la selecció masculina anomenada Los Murciélagos, que havia sortit campiona mundial l'any anterior, formada per Gonzalo Abbas Hachaché, Julio Ramírez, Lucas Rodríguez, Carlos Iván Figueroa, Diego Cerega, Silvio Vetllo (c), Eduardo Díaz, Antonio Mendoza, Oscar Moreno i Darío Lencina.
Es van inscriure sis països: Argentina, Brasil, Corea del Sud, Espanya, França i Grècia. Es va jugar una ronda preliminar, tots contra tots, que va establir l'ordre per jugar per la medalla d'or, la de bronze i el cinquè lloc. Argentina li va guanyar a Espanya 2-1, a Grècia 2-1, a França 3-0, a Grècia 3-0 i va perdre amb Brasil 0-2.
Amb aquests resultats, Brasil i Argentina van jugar el partit per la medalla d'or. En la final cap dels equips va poder marcar gols, havent d'anar a un temps suplementari de 20 minuts, en el que tampoc es van marcar gols. La medalla va haver de definir-se així per mitjà d'un desempat realitzat amb penals, en la qual va prevaler finalment Brasil.
| Futbol 5 Homes                         | Futbol 5 Homes | Futbol 5 Homes | Futbol 5 Homes | Futbol 5 Homes |
| País                                   |                |                |                |                |
| -------------------------------------- | -------------- | -------------- | -------------- | -------------- |
| 1                                      | Brasil         |                |                |                |
| 2                                      | Argentina      |                |                |                |
| 3                                      | Espanya        |                |                |                |
| Font: Comitè Paralímpic Internacional. |                |                |                |                |

## Medalla de bronze en ciclisme en ruta
En 2004 el ciclisme va integrar la delegació argentina per mitjà de Rodrigo López, un jove de 25 anys que l'any anterior havia obtingut la medalla de bronze en el campionat mundial de ciclisme dut a terme a República Txeca. A Atenes, López es va adjudicar la medalla de bronze en la prova contrarellotge de la disciplina de ciclisme de ruta amb un temps de 1h 19m 54s. En els anys següents López va ser diverses vegades campió del món i tornarà a obtenir una medalla de bronze a Londres 2012.
| Ciclisme masculí Ciclisme en ruta contrarellotge Participants: 9 | Ciclisme masculí Ciclisme en ruta contrarellotge Participants: 9 | Ciclisme masculí Ciclisme en ruta contrarellotge Participants: 9 | Ciclisme masculí Ciclisme en ruta contrarellotge Participants: 9 | Ciclisme masculí Ciclisme en ruta contrarellotge Participants: 9 |
| Esportista                                                       | País                                                             | Temps                                                            |                                                                  |                                                                  |
| ---------------------------------------------------------------- | ---------------------------------------------------------------- | ---------------------------------------------------------------- | ---------------------------------------------------------------- | ---------------------------------------------------------------- |
| 1                                                                | Javier Otxoa                                                     | Espanya                                                          | 1h17m59                                                          |                                                                  |
| 2                                                                | Darren Kenny                                                     | França                                                           | 1h18m04                                                          |                                                                  |
| 3                                                                | Rodrigo López                                                    | Argentina                                                        | 1h19m54                                                          |                                                                  |
| Font: Comitè Paralímpic Internacional.                           |                                                                  |                                                                  |                                                                  |                                                                  |

## Esportistes
La delegació esportiva argentina va estar integrada pel següent equip: 
- Homes (44): Gonzalo Abbas Hachache, Pablo Astoreca, Sebastián Baldassarri, Horacio Bascioni, Claudio Bastias, Diego Canals, Carlos Cardinal, Fernando Carlemany, Diego Cerega, Claudio Conte, Pablo Cortez, Eduardo Díaz, Oscar Díaz, Sergio Arturo Díaz, Carlos Iván Figueroa, Patricio Guglialmelli, José Daniel Haylan, Mauricio Ibarburen, Ezequiel Jaime, Darío Lencina, Emiliano López, Rodrigo López, Alejandro Maldonado, Ernesto Margni, Guillermo Marro, Carlos Maslup, Antonio Mendoza, Mateo Micic, Oscar Moreno, Claudio Morinigo, Gustavo Nahuelquin, Matías Núñez, Diego Pastore, Damián Pereyra, Marcelo Ariel Quassi, Fabián Ramírez, Julio Ramírez, Sebastián Facundo Ramírez, Lucas Rodríguez, Claudio Scalise, Javier Insulsa, Mario Insulsa, Gastón Torres i Silvio Vetllo.[1]

- Dones (11): Mariela Elizabeth Almada, Betiana Basualdo, Valeria Fantasia, Vanina Ledesma, Susana Masciotra, Anabel Moro, Giselle Muñoz, Perla Amanda Muñoz, Alejandra Perezlindo, María F. Rosales i Gabriela Villano.[1]